# 斯帕西夫 (羅夫諾州)
50°26′46″N 26°5′29″E / 50.44611°N 26.09139°E
斯帕西夫（羅馬化：Spasiv）是烏克蘭西北部的村莊，隸屬里夫內州的里夫內區。該村始建於1564年，面積13.8平方公里，海拔高度251米，2001年人口854，人口密度每平方公里61.9人。